# Виходи аркозових пісковиків
Ви́ходи арко́зових пісковикі́в (також Виходи породи криворізької серії докембрію в районі житломасиву ПівдГЗК на лівому березі р. Інгулець) — геологічна пам'ятка природи місцевого значення в Інгулецькому районі Кривого Рогу (Дніпропетровська область). 
Площа 4 га. Оголошена об'єктом природно-заповідного фонду рішенням виконкому Дніпропетровської обласної ради від 22 червня 1972 №391. 

## Загальні відомості
Створена у 1972 році на території, що за Салтиківської вулицею, у житловому масиві ПівдГЗК, на лівому березі річки Інгулець. Пам'ятка являє собою унікальні виходи на денну поверхню порід нижньої свити криворізької серії докембрію у вигляді аркозових пісковиків. Висота відслонення над рівнем річки 15—20 м. і на відстані 540 м.

## Характеристика
Мінеральний склад породи: польовий шпат, серицит, кварц. Порода сіра, темно-сіра, жовтувата, іноді з плямами червоного кольору. 

## Галерея

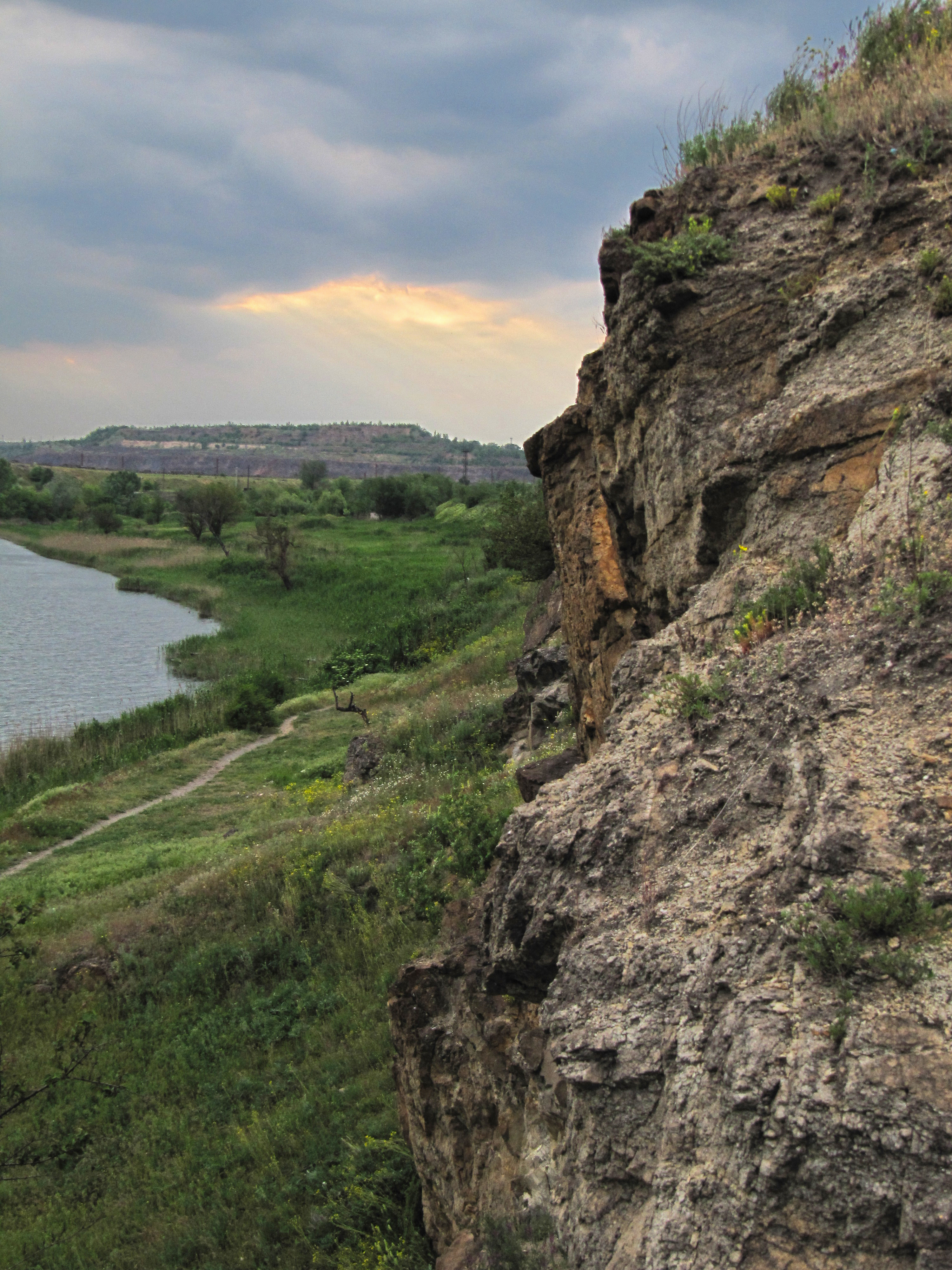
Виходи аркозових пісковиків
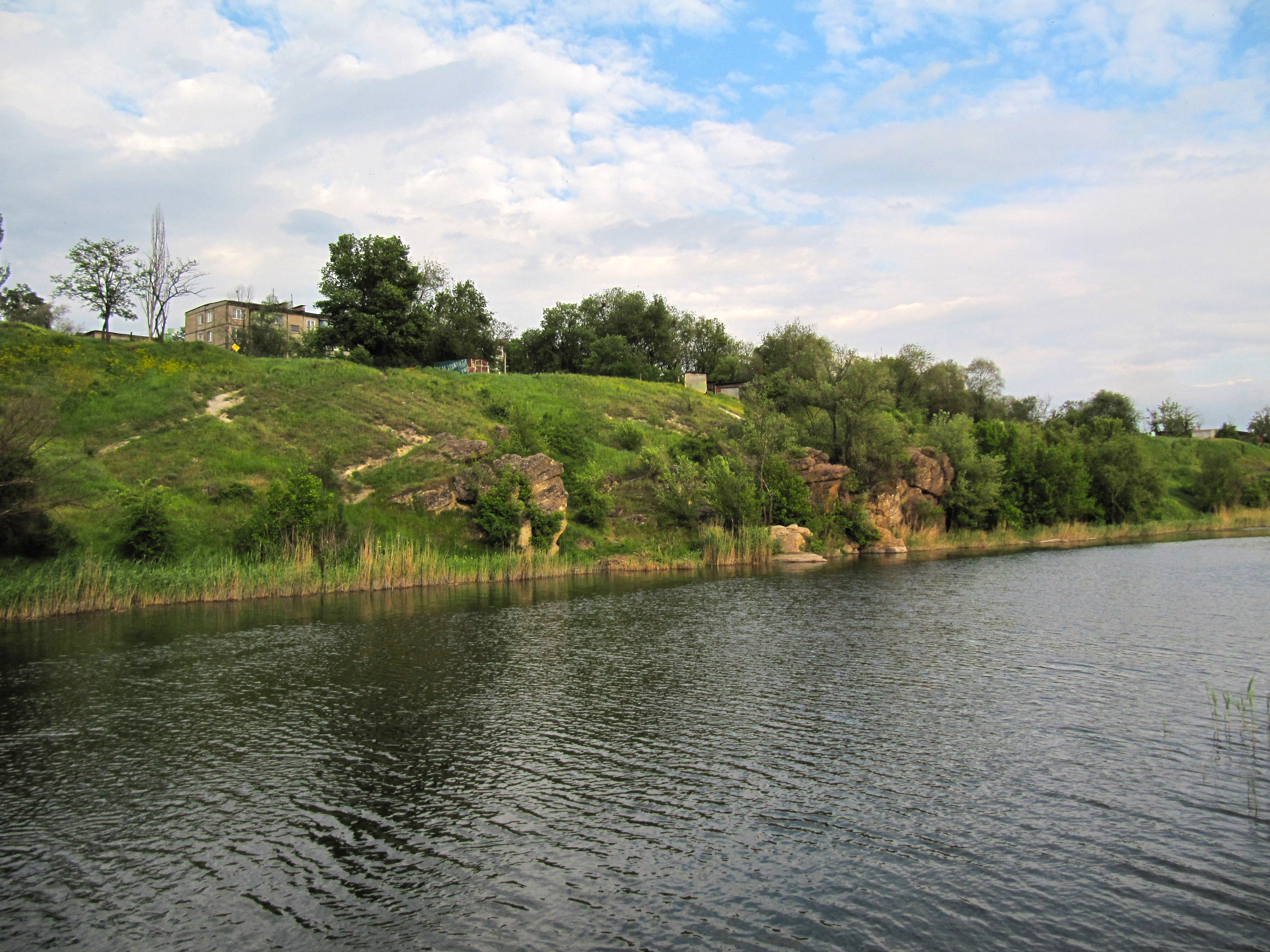
Вигляд із понтонного мосту на Інгульці
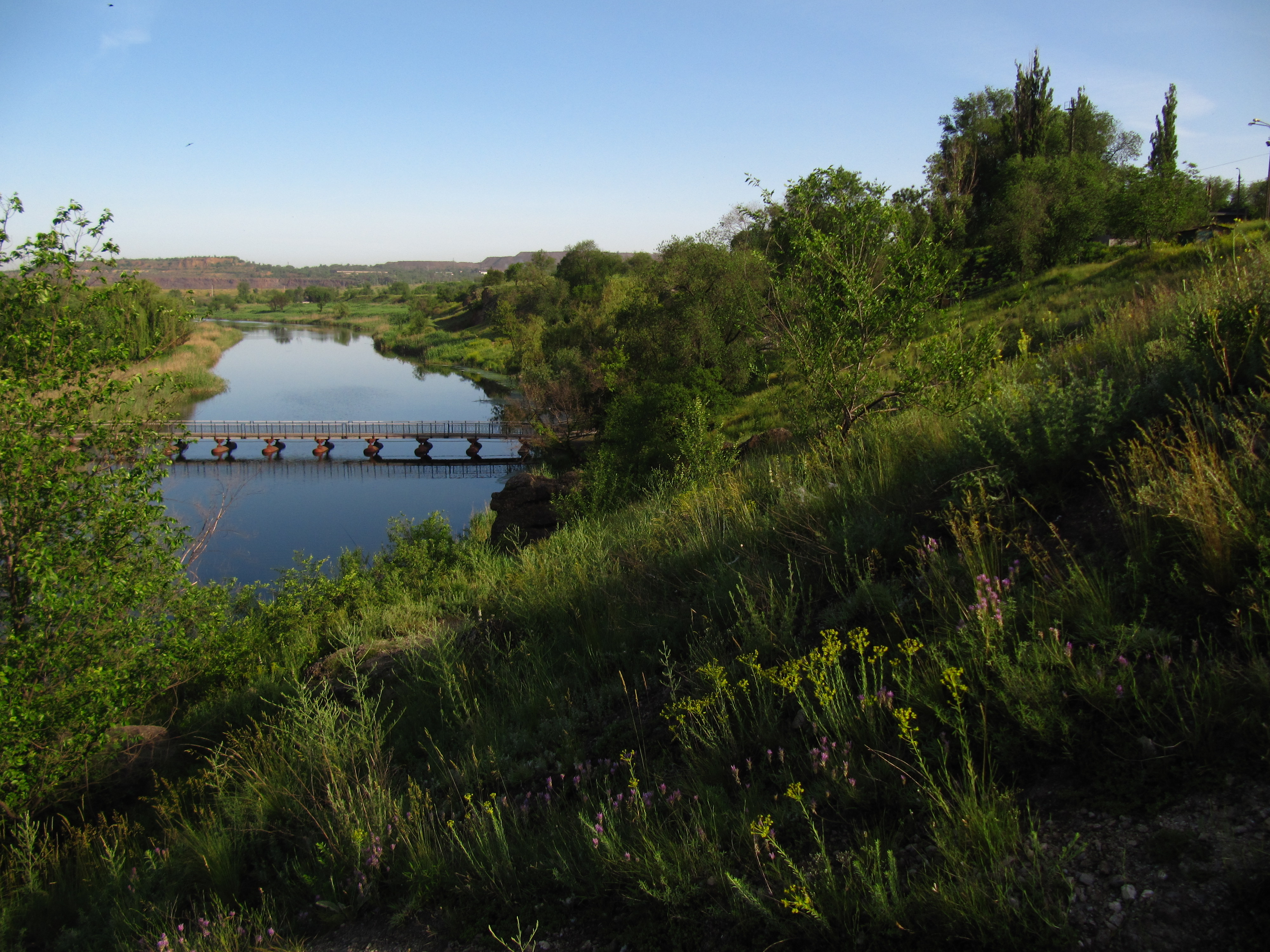
Краєвид з південної частини пам'ятки на північ
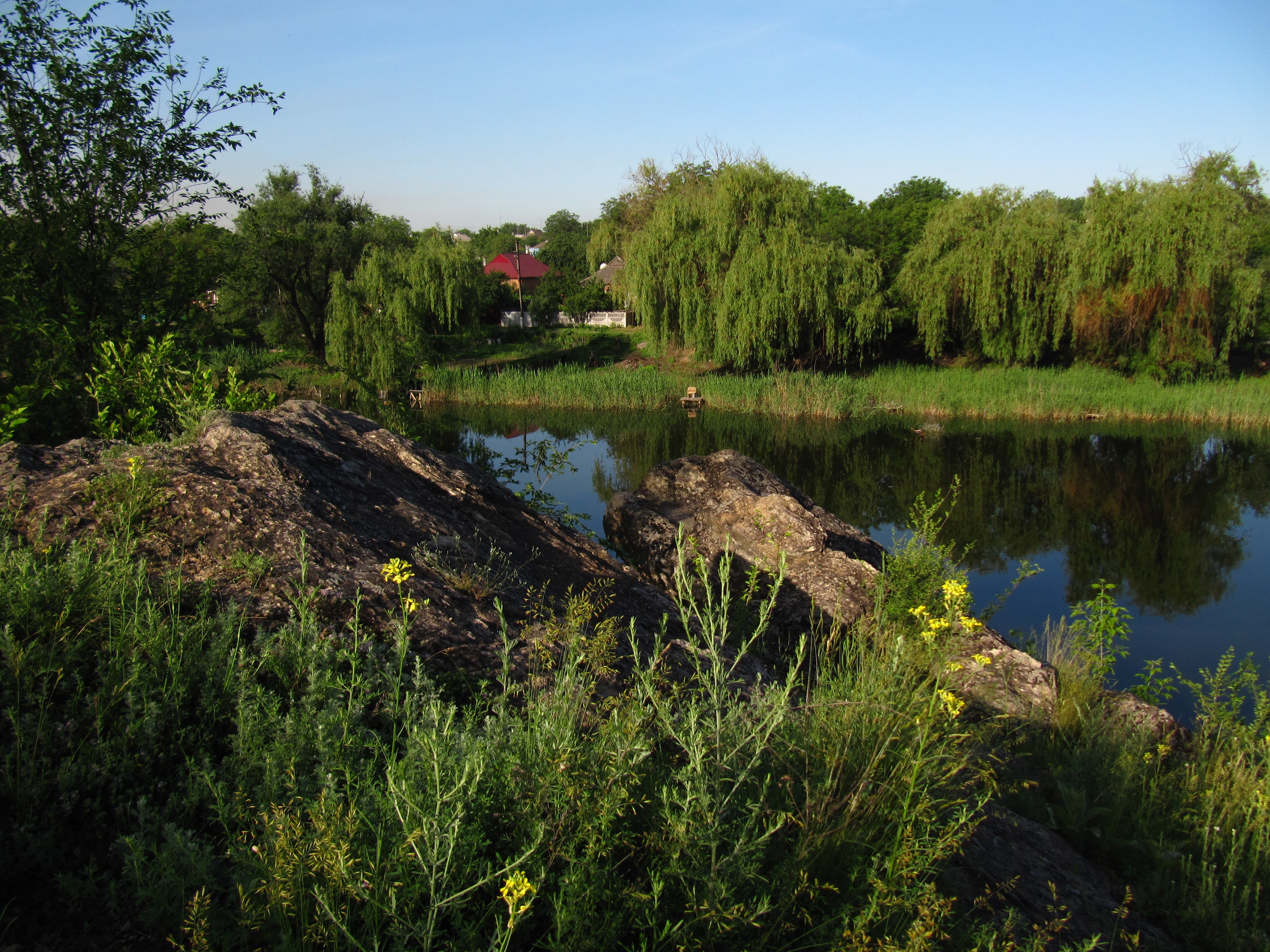
скелі над Інгульцем, північна частина пам'ятки, вид на південний захід.
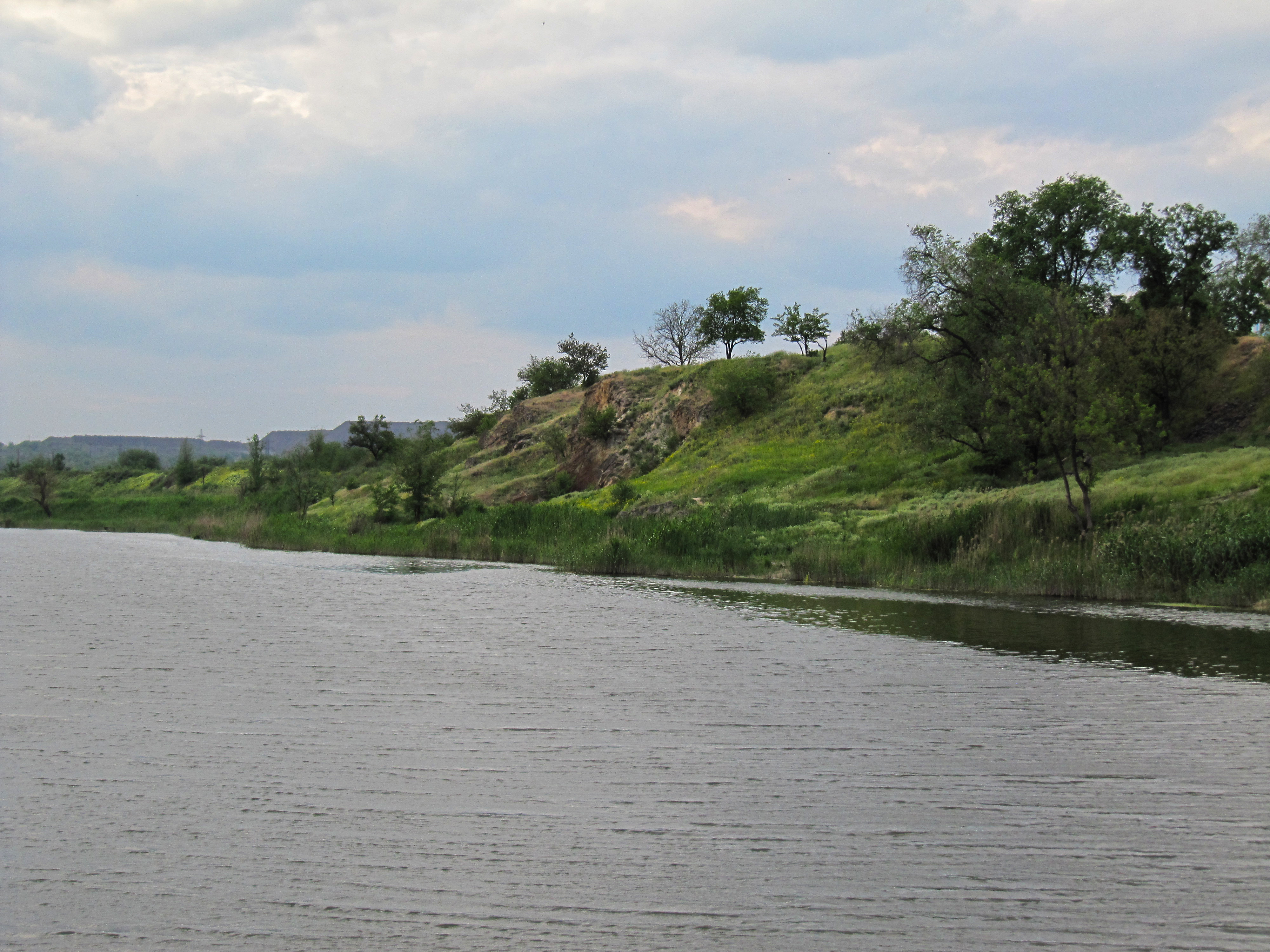
Вид на виходи з мосту на Мотронівку
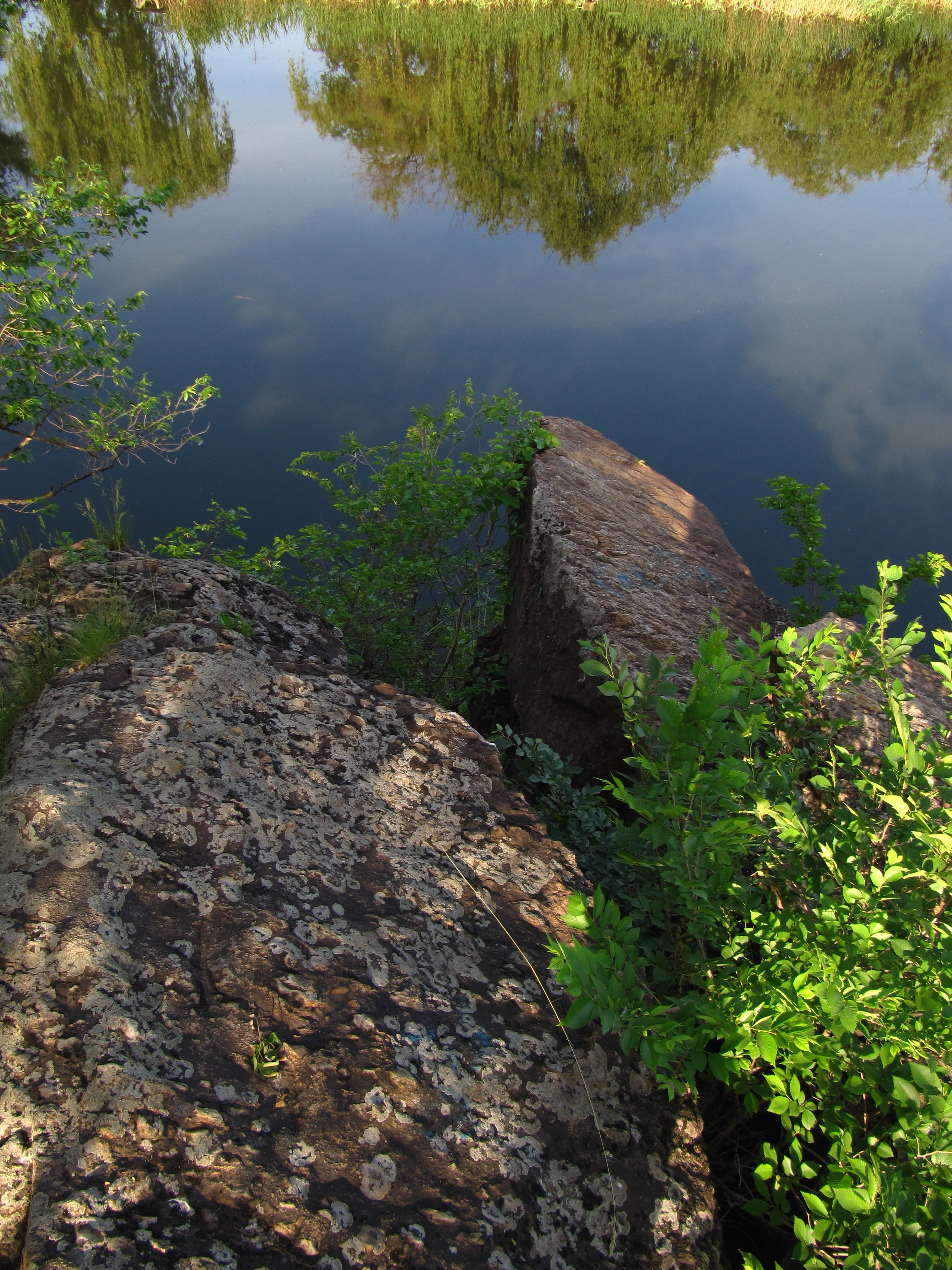
Скелі, що нависають над річкою. В цьому місці висота скель над рівнем річки близько 10м.
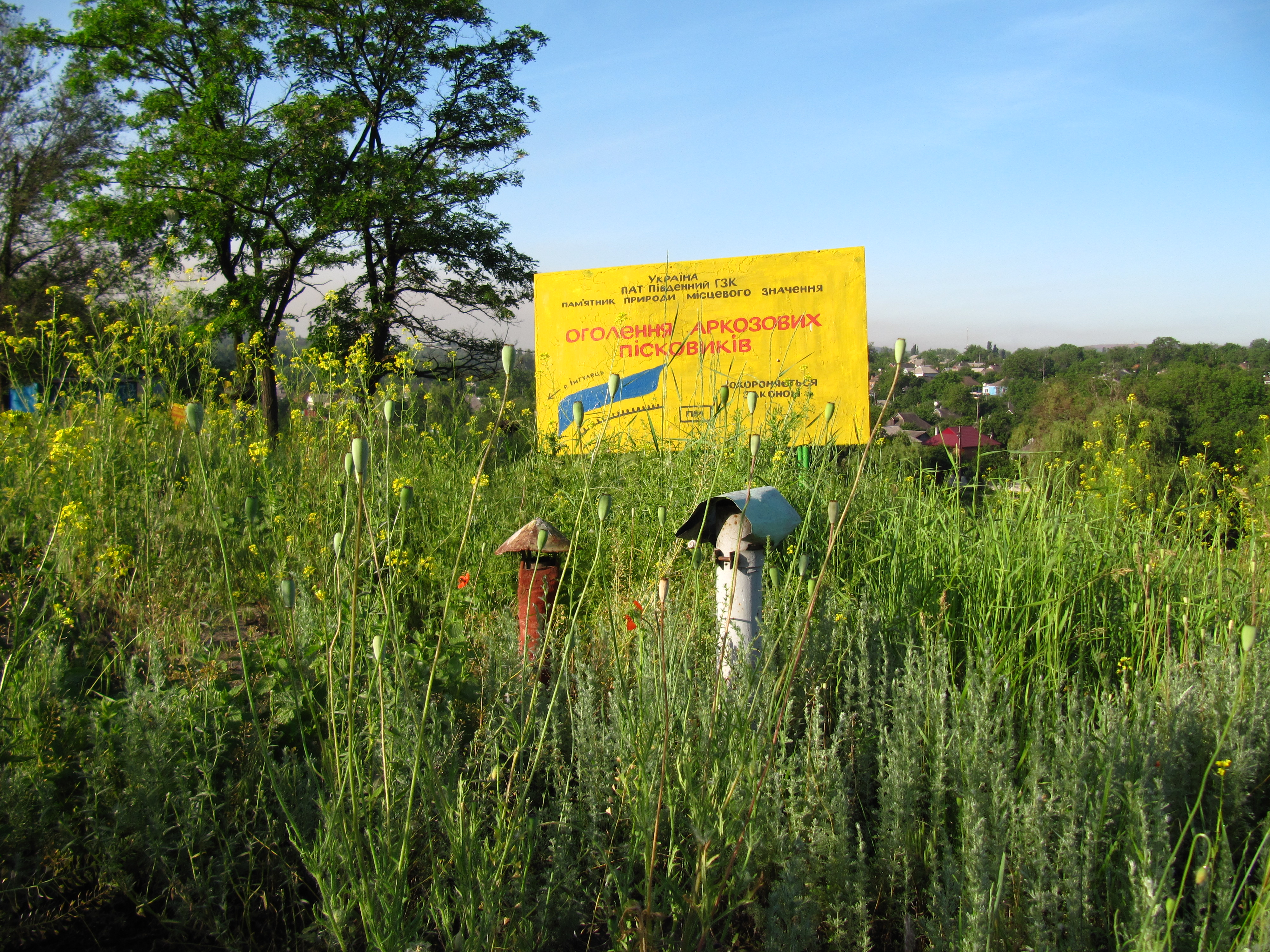
Інформаційна табличка у верхній частині пам'ятки.